# Фонтеш Перейра де Мелу, Антониу Мария де
Антониу Мария де Фонтеш Перейра де Мелу (порт. António Maria de Fontes Pereira de Melo; 8 сентября 1819, Лиссабон, Королевство Португалия — 22 января 1887, там же) — португальский политический и государственный деятель. Трижды Премьер-министр Португалии (Председатель Совета Министров) (1871—1877, 1878—1879 и 1881—1886),  министр военно — морского флота (1847), министр финансов Португалии (1851—1852), министр общественных работ (1852—1856). Генерал. Президент Высшего административного суда Португалии.

## Биография

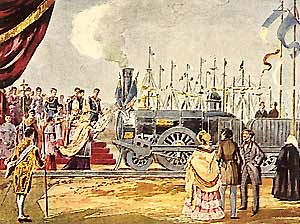
Открытие железных дорог в Португалии в октябре 1856 года

Сын Жуана де Фонтеш Перейра де Мелу (порт.), губернатора Кабо-Верде и министра военно-морского флота и заморских владений. В 14-летнем возрасте поступил в Португальскую Королевскую военно-морскую академию в разгар гражданской войны между приверженцами абсолютизма и сторонниками сохранения конституционной монархии. В октябре 1833 года, во время осады Лиссабона силами абсолютистов кадетом принял участие в успешной обороне города под предводительством Нейпира. Позже, продолжил обучение, стал гардемарином, преуспев в математике. Окончил Политехническую школу Лиссабона в 1837 году, получил специальность инженера. В 1839 году получил звание лейтенанта Королевского инженерного корпуса.
До 1842 года жил на Кабо-Верде. Избрался депутатом парламента от островов. Член Регенеративной партии (порт.). С июля 1847 по 1851 год — губернатор Кабо-Верде.
В 1847 году назначен министром военно—морского флота и колоний Португалии. В 1851—1852 годах занимал пост министра финансов Португалии, затем в 1852—1856 годах — министра общественных работ. В 1871—1877, 1878—1879 и 1881—1886 года был Премьер-министр Португалии (Председатель Совета министров).

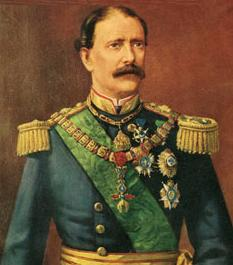
Портрет Антониу Мария де Фонтеш Перейра де Мелу

Был инициатором и активным исполнителем большой программы общественных работ, известной по его фамилии, как политика фонтизма, которое дано политике создания дорог и средств связи в Португалии. Добился увеличения количества дорог, построил первый участок железной дороги, соединяющий Лиссабон с Каррегаду, начал строительство двух других железных дорог (Вендас Новас и Синтра), ввёл в эксплуатацию первую телеграфную линию. Кроме того, начал революцию в транспорте и связи, открыв регулярные пароходные линии, почтовые службы и телефонные сети.

## Память
- Его имя носит маяк на самой восточной точке острова Санту-Антан (Кабо-Верде).